# Жосс де Лален
Жосс де Лален (фр. Josse de Lalaing, нидерл. Joost van Lalaing; ок. 1437  — 5 августа 1483, под Утрехтом) — сеньор де Монтиньи и де Лален, бургундский военачальник и государственный деятель, адмирал Фландрии, статхаудер Голландии, Зеландии и Фрисландии.

## Биография
Сын Симона VIII де Лалена и Жанны де Гавр.
Сеньор де Монтиньи, Сант, Бракль, Салардинг.
Глава младшей линии дома де Лален. В 1481 году приобрел у своего двоюродного брата Жана де Лалена, погрязшего в долгах, сеньорию Лаллен. Акт, датированный 24 сентября, хранится в архиве дома д'Аренберг.
В 1478 году на капитуле в Брюгге принят в рыцари ордена Золотого руна.
Был советником и камергером герцога Бургундского, адмиралом, великим загонщиком, в 1474 стал верховным бальи и комиссаром для обновления законов Фландрии, был капитаном Слейса, капитаном Перонны и роты из ста копий, придворным Марии Бургундской, первым камергером и воспитателем её сына эрцгерцога Филиппа.
Согласно эпитафии, Жосс де Лален отличился в джострах и турнирах, многих больших путешествиях по суше и морю. Отличился при осаде Нойса, командовал левым крылом и жандармерией в битве при Нанси, где был несколько раз ранен и взят в плен, а через два года сражался при Гинегате. В 1480 был назначен Максимилианом Габсбургом на должность статхаудера Голландии, Зеландии и Фрисландии, где занимался подавлением восстаний. Победил мятежников в нескольких сражениях, взял ряд городов и захватил один остров. Подчинил Утрехт, взял штурмом Хорн в Западной Фрисландии.
Во время осады Утрехта Максимилианом Австрийским Лален на своем иноходце был рядом с сеньором Эгмонтом. Занятый установкой бомбарды на лафет, он был опознан мятежниками по ярко-красной мантии, и тяжело ранен двумя выстрелами из аркебузы. Один из его родственников, Артюс де Лален, перевез раненого к эрцгерцогу. Жосс де Лален умер на следующий день и был погребен в церкви в Дейнзе, рядом со своим отцом.
Современники считали, что Жосс де Лален унаследовал не только владения своего отца, но и его героическую доблесть в турнирах и на войне, и по мнению Жана Молине на протяжении ста лет ему не было равных среди рыцарей дома де Лален. Автор статьи в «Бельгийской национальной биографии» даже полагает, что он мог бы соперничать с самим «добрым рыцарем» Жаком де Лаленом.

## Семья
Жена: Бонна де Ла Вьевиль (ум. 2.03.1503), дама де Сен, Берль, Орвий и Морепа в графстве Артуа, дочь и наследница Луи де Ла Вьевиля, сеньора де Сен, и Жанны де Кен
Дети:
- граф Шарль I де Лален (ок. 1466—18.07.1525). Жена: Жаклин де Люксембург, дочь Жака I де Люксембурга, сеньора де Фиенна, и Марии де Берлемон
- Антуан I де Лален (ок. 1480—2.04.1540), граф ван Хогстратен. Жена (1509): Элизабет ван Кулемборг (1475—1555), дама ван Хогстратен, дочь Яспера II ван Кулемборга и Жанны Бургундской
- Антуанетта де Лален. Муж: Филипп де Абар
- Маргарита де Лален. Муж 1) (ок. 1490): Филипп Ле Жон (ум. 1501), сеньор де Конте и Форе, губернатор Арраса; 2) (ок. 1505): Луи де Лонгваль, виконт де Вернёй

Бастард:
- Антуан де Лален, бастард де Монтиньи (ум. 26.11.1501), конюший